# Łuków (Landgemeinde)
Die Gmina wiejska Łuków ist eine Landgemeinde im Powiat Łukowski der Woiwodschaft Lublin in Polen, Sitz der Gemeinde ist die Kreisstadt Łuków, die jedoch der Landgemeinde nicht angehört. Die Landgemeinde hat eine Fläche von 308,3 km² und 18.293 Einwohner (Stand 31. Dezember 2020).

## Geographie

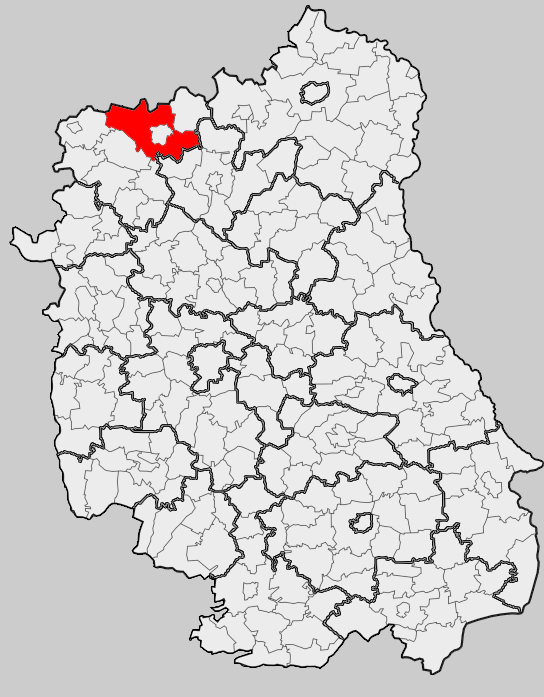
Lage der Gemeinde im Powiat Łukowski

Die Landgemeinde hat eine Flächenausdehnung von 308,22 km² und umschließt die Stadt Łuków vollständig. 60 % des Gemeindegebiets werden landwirtschaftlich genutzt, 33 % sind mit Wald bedeckt.

## Verwaltungsgeschichte
Von 1975 bis 1998 gehörte die Gmina zur Woiwodschaft Siedlce.

## Gliederung
Zur Landgemeinde Łuków gehören folgende 36 Schulzenämter:
Aleksandrów
Biardy
Czerśl
Dąbie
Dminin
Gołaszyn
Gołąbki
Gręzówka
Jadwisin
Jeziory
Karwacz
Klimki
Kownatki
Krynka
Ławki
Łazy
Malcanów
Podgaj
Role
Ryżki
Rzymy-Las
Rzymy-Rzymki
Sięciaszka Druga
Sięciaszka Pierwsza
Strzyżew
Suchocin
Suleje
Szczygły Dolne
Szczygły Górne
Świdry
Turze Rogi
Wagram
Wólka Świątkowa
Zalesie
Zarzecz Łukowski
Żdżary
Weitere Orte der Landgemeinde sind:
Dąbrówka
Gręzówka-Kolonia
Jata
Jata Druga
Jata Pierwsza
Kantor
Klimki (osada leśna)
Krzywobór
Lasek
Nowa Gręzówka
Nowinki
Podgłębinie
Podlipie
Sięciaszka Trzecia
Topór
Widok
Zabrodzie
Zimna Woda
Żdżary (osada)